# Malcesine
Malcesine és un comune (municipi) de la província de Verona, a la regió italiana del Vèneto, situat a uns 120 quilòmetres al nord-oest de Venècia i a uns 40 quilòmetres al nord-oest de Verona.
A 1 de gener de 2020 la seva població era de 3.689 habitants.
Malcesine limita amb els següents municipis: Avio, Brentonico, Ferrara di Monte Baldo, Limone sul Garda, Riva del Garda, Tremosine, Brenzone, Nago-Torbole i Tignale.